# Legio XXVIII
La Legio XXVIII (en español, "vigésimoctava legión") fue una legión del ejército romano que se fundó en el 49 a. C. Fue creada por Cayo Julio César para la guerra civil. Se desconoce el símbolo de la legión.

## Historia
La legión fue fundada por César en 47/46 a. C. para combatir contra los seguidores de Cneo Pompeyo Magno en la provincia de África.
Después de la doble batalla de Filipos de 42 a. C. entre los asesinos de César, Marco Junio Bruto y Cayo Casio Longino por un lado y los Triunviros Marco Antonio y Octavio por otro lado, Antonio permitió al legado Quinto Paquio Rufo fundar Filipos la colonia romana Colonia Victrix Philippi con algunos centenares de veteranos de la Legio XXVIII y la cohors praetoria, así como colonos italianos, quienes fueron sus primeros residentes. La Legio XXVIII permaneció bajo el mando de Marco Antonio en Oriente.
Se detectó una inscripción con fecha próxima a 31 a. C., que se encontró en Filipos (Kefalari): Sex(to) Volcasio / L(uci) f(ilio) Vol(tinia) leg(ionis) / XXVIII domo / Pisis.
La legión fue disuelta a más tardar en el año 31 a. C.